# Sigurbergur Sveinsson
Sigurbergur Sveinsson (* 12. August 1987 in Hafnarfjörður) ist ein ehemaliger Handballspieler aus Island.
Der 1,91 Meter große und 90 Kilogramm schwere linke Rückraumspieler stand zuletzt bei ÍBV Vestmannaeyjar unter Vertrag.

## Karriere
Im Juli 2010 wechselte Sigurbergur Sveinsson von Haukar Hafnarfjörður zu DHC Rheinland. Aufgrund der Insolvenz des Dormagener Vereins Anfang November 2010 durften die Spieler den Verein ablösefrei verlassen. Nach einem Probetraining in Hannover verpflichtete die TSV Hannover-Burgdorf ihn am 11. Februar 2011 mit sofortiger Wirkung bis zum Saisonende. Danach wechselte er in die Schweiz zum RTV 1879 Basel. Im Sommer 2012 schloss sich Sigurbergur Sveinsson erneut Haukar Hafnarfjörður an. Zwei Jahre später wechselte er zum deutschen Bundesligisten HC Erlangen. In der Saison 2015/16 lief er für den dänischen Erstligisten Team Tvis Holstebro auf. Anschließend schloss sich Sigurbergur Sveinsson dem isländischen Verein ÍBV Vestmannaeyjar an. Mit ÍBV gewann er 2018 die isländische Meisterschaft sowie den isländischen Pokal.
Für die isländische Nationalmannschaft bestritt Sigurbergur Sveinsson 56 Länderspiele und erzielte dabei 65 Tore; er stand im Aufgebot für die Weltmeisterschaft 2011 und die Weltmeisterschaft 2015.